# 保定东站
保定东站为京广高速铁路中京石客运专线上的一个重要车站，于2012年12月26日开通，车站位于中华人民共和国河北省保定市清苑区孙村与前营村之间，距市中心约9.5千米。车站站房位于站台西侧，站房建筑面积14958㎡，站台面积10800㎡，雨篷结构投影面积26495㎡，地下通道面积915㎡。车站规模为两台六线，站台面积10800平方米，其风格与保定新火车站保持一致，为跨线式高架候车设计，预留轻轨接口。车站经过铁路除京广高速铁路外，雄忻高速铁路和规划中的石雄城际铁路亦经过该站，津保铁路通过霸徐京广高速联络线经过该站。

## 结构

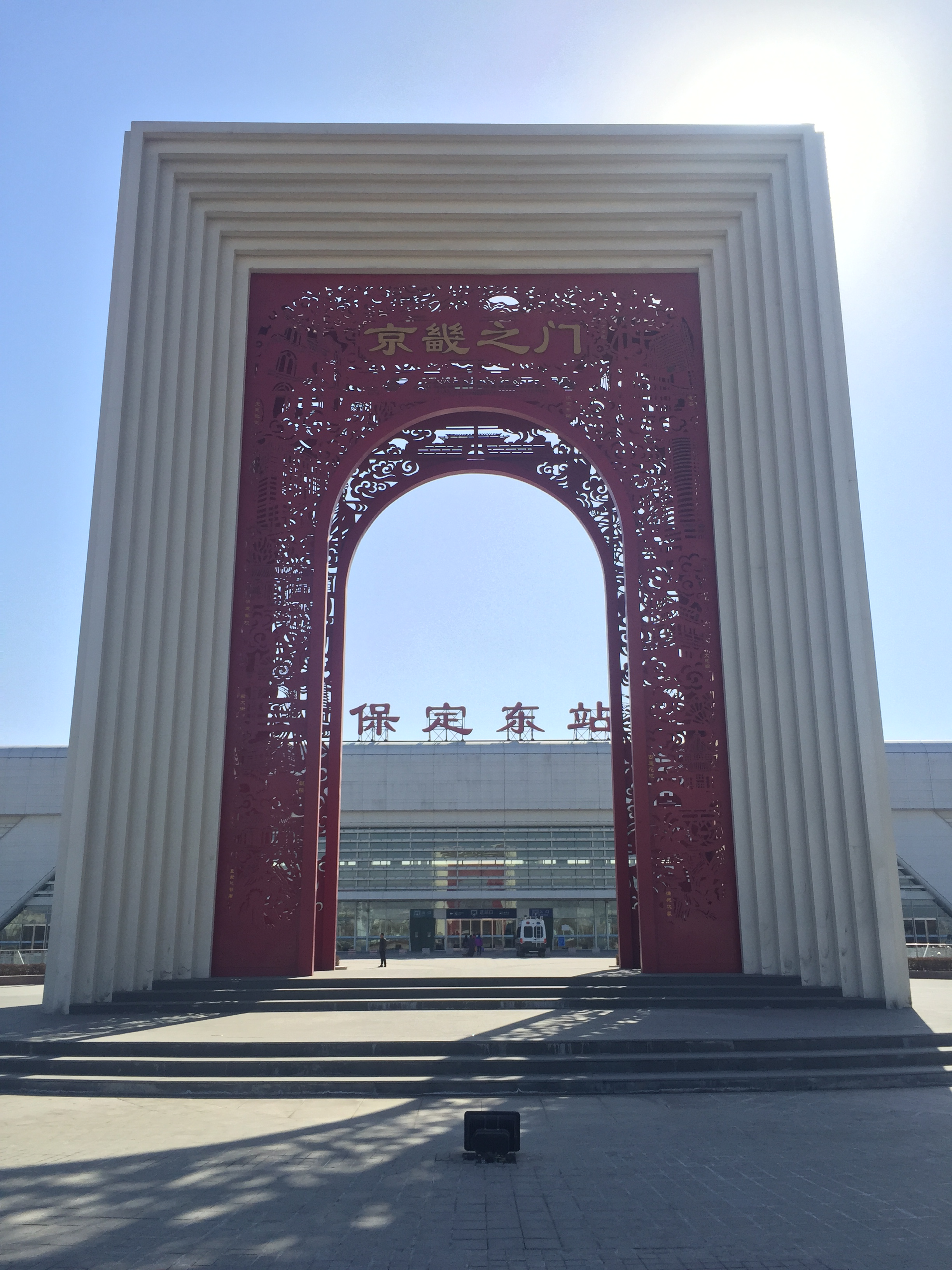
站前的“京畿之门”雕塑

车站中心里程：DK142+950，站场规模为2台6线（含2条正线）。站房为四层，地下一层，地上三层，屋盖钢结构部分采用钢桁架体系，站房建筑采用钢筋混凝土框架结构。地下部分为出站层以及出租车、社会车辆停车区。一层为进站及出站通道以及公交、出租、旅游巴士、长途汽车、社会车辆衔接转乘、进站大厅等。二层为进站区及高铁站台区域，以及进站大厅和休息区。三层为进站候车层，包括进站大厅和候车大厅等。

### 站线设置
|  | 4站台    | 京广高速铁路 往广州南方向（定州东站）                                     |
|  | 岛式站台 |                                                                           |
|  | 3站台    | 京广高速铁路 往广州南方向（定州东站）                                     |
|  | 正线     | 京广高速铁路 下行列车通过线                                               |
|  | 正线     | 京广高速铁路 上行列车通过线                                               |
|  | 2站台    | 京广高速铁路 往北京西方向（高碑店东站） 津保铁路 往天津西方向（白洋淀站） |
|  | 岛式站台 |                                                                           |
|  | 1站台    | 京广高速铁路 往北京西方向（高碑店东站） 津保铁路 往天津西方向（白洋淀站） |

- 保定东站候车室
- 保定东站1、2站台
- 北京西至武汉的G511次列车停靠在保定东站4站台
- 保定东站侧面

### 公共交通
- 56路：客运中心——保定东站
- K1路：火车站西广场——保定东站
- K2路：客运中心——保定东站
- 雄安轨道交通R1线（规划中）

## 旅客列车目的地
目前经停保定东站的旅客列车终到站分布如下：
| 列车所属路局 | 目的地 |
| ------------ | --- |
| 北京局集团   | 宝鸡南、北京西、长沙南、广州南、邯郸东、南昌西、南宁东、秦皇岛、深圳北、沈阳、石家庄、唐山、太原南、天津西、武汉、西安北、运城北、郑州东、珠海（周一、五、六、日开D923次） |
| 成都局集团   | 北京西、成都东、重庆北、贵阳北 |
| 广州局集团   | 北京西、长沙南 |
| 济南局集团   | 济南西、郑州东 |
| 南昌局集团   | 南昌西、石家庄 |
| 沈阳局集团   | 沈阳、沈阳北、石家庄、郑州东 |
| 太原局集团   | 北京西、临汾西、秦皇岛、沈阳北、太原南、永济北、运城北 |
| 武汉局集团   | 北京西、汉口、天津西、武汉 |
| 西安局集团   | 宝鸡南、北京西、西安北 |
| 郑州局集团   | 北京西、沈阳北、西安北、郑州、郑州东 |